# Shabazz Muhammad
Shabazz Nagee Muhammad (Long Beach, 13 de novembro de 1992), é um basquetebolista profissional norte-americano que atualmente joga pelo Shenzhen Aviators na Liga Chinesa de Basquetebol (CBA). Tem 1,98 m de altura e atua como ala e ala-armador.
Muhammad foi selecionado na 14ª posição do draft da NBA de 2013 pelo Utah Jazz.